# Edgar Charles Johnston

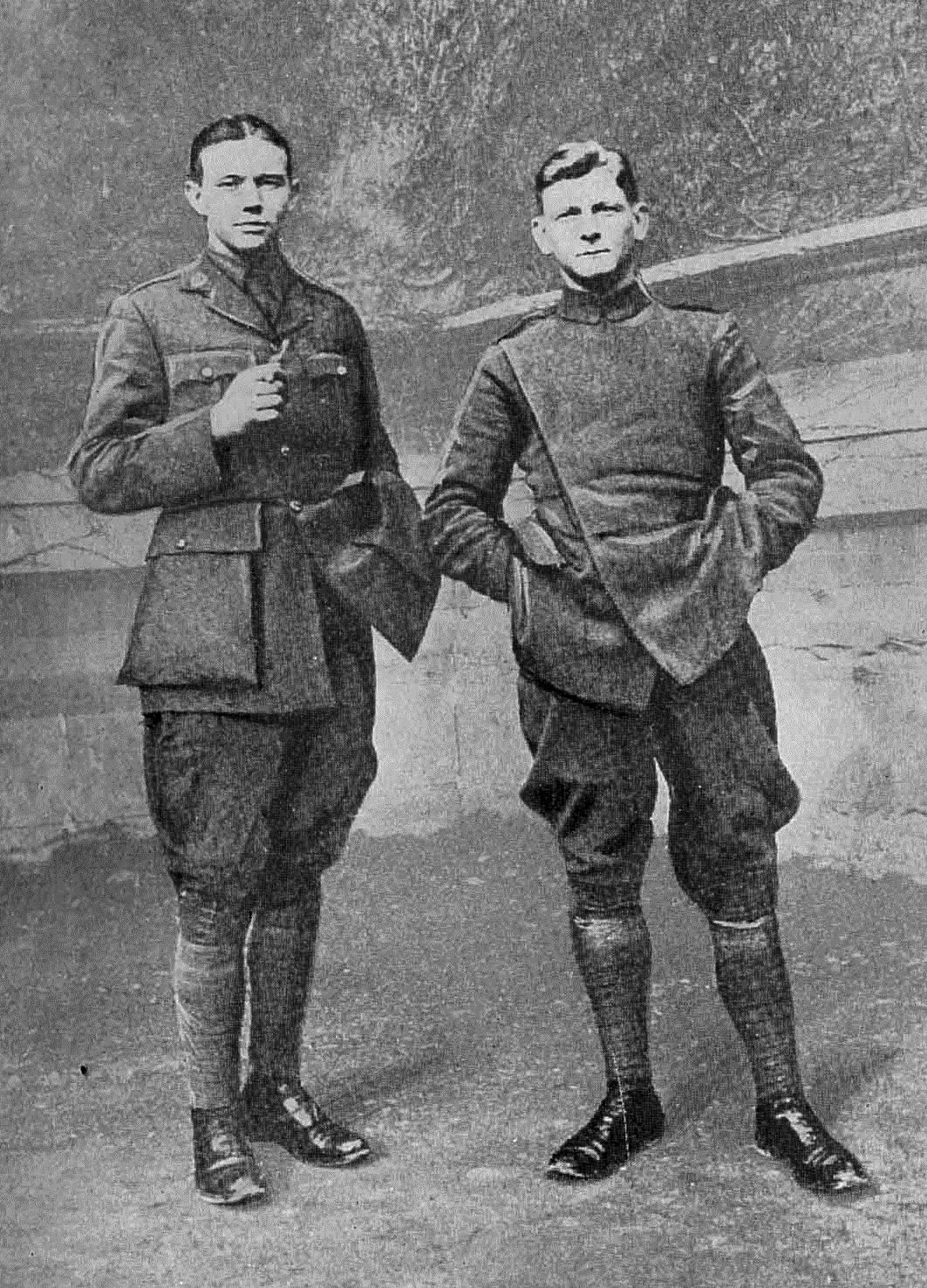
Edgar Johnston (links) und Frank Briggs (rechts) als Kadetten im Jahr 1916 in Oxford

Edgar Charles Johnston (geboren am 30. April 1896 in Perth; gestorben am 24. Mai 1988 in Melbourne) war ein hoher australischer Luftfahrtbeamter, zuvor erfolgreicher Kampfflieger im Ersten Weltkrieg. In der Zeit von 1921 bis 1955 hatte er verantwortliche Positionen in der Luftfahrtbehörde Australiens inne (als Leiter von 1931 bis 1939) und war 1955 bis 1967 Internationaler Berater der Luftfahrtslinie Qantas.

## Kampfpilot
Johnston wurde 1896 in Perth als zehntes von elf Kindern des Landvermessers Harry Frederick Johnston und seiner Frau Maria Louisa (geborene Butcher), geboren. 1914 begann er eine Lehre als Vermessungsingenieur und schrieb sich in einen entsprechenden Kurs an der University of Western Australia ein. Nach Ausbruch des Ersten Weltkriegs trat er im April 1915 der Freiwilligenarmee (First Australian Imperial Force) bei, wo er zuerst auf Gallipoli und dann an der Westfront Dienst tat. Im März 1916 wurde er zum Royal Flying Corps abkommandiert und trainierte gemeinsam mit Charles Kingsford Smith. Während seiner Dienstzeit wurde er zum Flugzeugpiloten im Rang eines Hauptmanns (Captain) ernannt, und mit dem Distinguished Flying Cross ausgezeichnet – insgesamt gelangen ihm 20 Abschüsse von deutschen Piloten, womit er zu den erfolgreichsten australischen Piloten im Ersten Weltkrieg gehörte.
Nach dem Krieg verließ er die Royal Air Force und kehrte nach Australien zurück, wo er in Perth sein Studium als Vermesser abschloss. Am 23. Februar 1921 heiratete er Margaret Allison, die Tochter des australischen Geologen Andrew Gibb Maitland, mit der er zwei Kinder hatte.

## Luftfahrts-Beamter
Für die aufkommende Zivilluftfahrt wurde er 1921 zum Aufseher für die Planung von Flugplätzen ernannt, und er richtete in den Folgejahren zahlreiche Landepisten und Flugplätze, sowie deren Navigations-Befeuerung ein. Damit war er einer der ersten Staatsdiener in der neuen Branche – sein Vorgesetzter war Horace Brinsmead, dessen Nachfolger er werden sollte. Neben seiner Tätigkeit als Vermesser hatte er bis 1940 seine Pilotenlizenz.
1929 wurde er zum Stellvertretenden Verantwortlichen für die Zivile Luftfahrt in Australien ernannt. Als Brinsmead nach einem Flugunglück im Dezember 1930 arbeitsunfähig wurde, übernahm Johnston das Amt zunächst kommissarisch, ab dem 4. Mai 1933 schließlich dauerhaft. In dieser Funktion war er in mehreren Gremien tätig, und für einen reibungslosen Ablauf in der Luftfahrt verantwortlich. 1936 wurde für diese Tätigkeit das Zivile Luftfahrtsgremium eingerichtet, dessen Vorsitz Johnston übernahm. Er setzte sich stark für den Einsatz US-amerikanischer Flugzeuge vom Typ Douglas DC-2 und DC-3 ein und stieß damit Regierungsbeamte vor den Kopf, die den Import auf britische Maschinen beschränken wollten. Als im Jahr 1938 eine DC-2 Maschine in Victoria abstürzte, wurden Johnston mehrere schwerwiegende Fehlentscheidungen zur Last gelegt, was den Oppositionsführer John Curtis zu der Aussage veranlasste, dass Johnston zum Sündenbock gemacht würde. In Folge wurde 1939 das Luftfahrtsgremium durch eine neue Luftfahrtsbehörde abgelöst und grundlegend reorganisiert. Der Posten des Generaldirektors wurde an Arthur Brownlow Corbett vergeben, Johnston erhielt den Posten des stellvertretenden Generaldirektors, und war nun für Luftfracht und Flugrecht verantwortlich.
Während des Zweiten Weltkriegs organisierte Johnston Versorgungsrouten für die Alliierten und beriet die Politik in technischen Fragen. Zudem übernahm er zunehmend wichtige Funktionen in Gremien und setzte sich für Internationale Abkommen ein. 1944 nahm er beim Chicagoer Vorbereitungstreffen zur Gründung der Internationalen Zivilluftfahrtorganisation teil und wurde dort Vizepräsident in den Ausschüssen für Veröffentlichungen und Registrierungen, bei den nachfolgenden Zusammentreffen 1946 und 1947 in Montréal war er stellvertretender Verhandlungsführer auf australischer Seite. Ferner war er der australische Unterhändler bei Treffen des Commonwealth-Luftfrachtrats und des Südpazifik-Luftfrachtrats. 1946 war er Mitglied in der ANAC (Australian National Airlines Commission). Seine Verhandlungen führten zu bilateralen Abkommen mit vielen Commonwealth-Nationen zur Luftraumnutzung, sodass Großbritannien-Australien-Flüge ermöglicht wurden. Schließlich saß er im Verwaltungsrat mehrerer Fluggesellschaften.
Er schied 1955 aus der Luftfahrtsbehörde aus und zog sich auch aus anderen offiziellen Posten zurück. Stattdessen wurde er „Internationaler Berater“ bei Qantas. 1967 endgültig im Ruhestand, unterstützte Johnston einen Verein zur Geschichte der Zivilluftfahrt und widmete sich seinen Hobbys, darunter Angeln und Wandern. Er starb 1988 in Malvern bei Melbourne.
Sein ältester Bruder Edward Bertram „Bertie“ Johnston war in den 1910er und 1920er Jahren ein einflussreicher Politiker.